# Kothi
Kothi é uma cidade e uma nagar panchayat no distrito de Satna, no estado indiano de Madhya Pradesh.

## Geografia
Kothi está localizada a 23° 21′ N, 82° 03′ L. Tem uma altitude média de 563 metros (1847 pés).

## Demografia
Segundo o censo de 2001, Kothi tinha uma população de 7710 habitantes. Os indivíduos do sexo masculino constituem 51% da população e os do sexo feminino 49%. Kothi tem uma taxa de literacia de 62%, superior à média nacional de 59,5%: a literacia no sexo masculino é de 72% e no sexo feminino é de 52%. Em Kothi, 17% da população está abaixo dos 6 anos de idade.